# Pascasí
Pascasí (Paschasinus) fou un eclesiàstic romà, de posició desconeguda, que el 451 fou enviat juntament a Lucentilis (bisbe d'Asculum) i el prevere Bonifaci, per representar al papa Lleó I al concili de Calcedònia. Pascasí era el dirigent de la delegació (ja que signava el primer) el que indicaria una alta posició prèvia.
Una carta de Pacasí, anomenada De Quaestione Paschali, dirigida a Lleó en resposta a algunes preguntes del papa sobre la determinació de la festa de la Pasqua, encara es conserva.